# Geoffrey Wilkinson
Geoffrey Wilkinson (Todmorden, Inglaterra 14 de julio de 1921 - Londres, 26 de septiembre de 1996) fue un químico y profesor universitario inglés galardonado con el Premio Nobel de Química del año 1973.

## Biografía
Estudió química en la Universidad de Londres, donde se graduó en 1941, y donde en 1955 fue nombrado profesor de química inorgánica.
En 1976, le fue concedida la distinción de sir por parte de la reina Isabel II del Reino Unido.

## Investigaciones científicas
En 1942 el profesor Friedriech A. Paneth reclutaba químicos jóvenes para el proyecto de la energía nuclear. Wilkinson entró en la selección y fue enviado a Canadá, donde permaneció en los Laboratorios de Chalk River a Montreal hasta 1946.
Posteriormente trabajó junto a Glenn T. Seaborg en la Universidad de Berkeley en California, realizando estudios de taxonomía nuclear, y después fue nombrado profesor asociado en el Instituto Tecnológico de Massachusetts donde inició su investigación sobre los compuestos organometálicos de los metales de transición como el monóxido de carbono y los alquenos. Mediante la utilización de espectros de difracción de rayos X consiguió encontrar la constitución de estos compuestos, demostrando como estos contenían un átomo de hierro encerrado entre dos anillos de ciclopentadieno paralelos, hoy en día llamados ferroceno.
Durante su corta estancia en la Universidad de Harvard realizó investigaciones sobre las funciones de la excitación de los protones en el cobalto.
El 1973, fue galardonado con el Premio Nobel de Química, junto con el químico alemán Ernst Otto Fischer, por sus trabajos sobre compuestos organometálicos.